# 船戸町
船戸町（ふなどちょう）は、兵庫県芦屋市の町名。郵便番号659-0093。

## 地理
船戸町は芦屋市中央部のやや南寄りに位置しており、阪急神戸本線を挟んで北から北西にかけては東芦屋町と、同じく北から北東にかけては東山町と、東側は大原町と、西側は松ノ内町と、JRを挟んで南東の一点で上宮川町と、同じく南から南西にかけては業平町と、それぞれ隣接している。阪急芦屋川駅とJR芦屋駅に挟まれた利便性の高い地域であり、芦屋川駅に近い北側は比較的閑静な住宅街に、JR芦屋駅に近い南側は商業地になっている。

### 地価
住宅地の地価は2015年（平成27年）1月1日の公示地価によれば船戸町8-8の地点で45万円/m2となっている。芦屋市内で一番地価が高い。

## 世帯数と人口
2022年（令和4年）2月1日現在の世帯数と人口は以下の通りである。
| 丁目   | 世帯数  | 人口  |
| ------ | ------- | ----- |
| 船戸町 | 445世帯 | 888人 |

## 小・中学校の学区
市立小・中学校に通う場合、学区は以下の通りとなる。
| 番地 | 小学校             | 中学校             |
| ---- | ------------------ | ------------------ |
| 全域 | 芦屋市立山手小学校 | 芦屋市立山手中学校 |

## 交通

### 鉄道
- JR西日本東海道本線（JR神戸線）芦屋駅 (JR西日本)

### 道路
- 山手幹線

## 施設
- ラポルテ 本館
- 三井住友銀行 芦屋駅前支店
- ヤマト運輸 芦屋駅前センター